# 連江縣議會第六屆議員列表

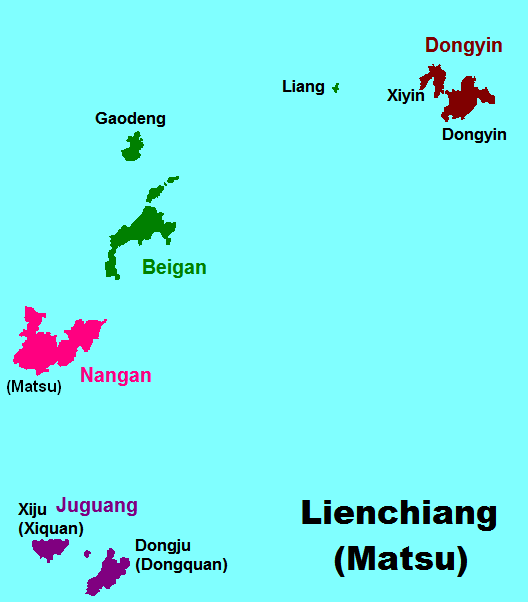
连江县行政区划，代表着该县的四个选区
第一选区（南竿乡）
第二选区（北竿乡）
第三选区（莒光乡）
第四选区（东引乡）

本列表列出位于中华民国的连江县议会的第六届议员。连江县议会是该国的地方立法机关，其议员是由民选产生，分别从连江县（马祖）的四个选区选出：第一选区为南竿乡，第二选区为北竿乡，第三选区为莒光乡，第四选区为东引乡。根据《地方立法机关组织准则》第六条，该县应选出9位议员；议长和副议长一职则由议员互选产生。此届议员为该议会的第六届议员，均在2014年的议会选举中获胜，并于同年12月25日宣誓就职。曹丞君是仅有的1位女性议员，同时也是年纪最小的议员，宣誓就职时38岁；而年纪最大的则是副议长陈书建，宣誓就职时57岁；议长则是由张永江担任。

## 列表
- 议长
- 副议长

| 选区                | 议员姓名 | 出生年月日       | 党籍 | 党籍       | 出处   |
| ------------------- | -------- | ---------------- | ---- | ---------- | ------ |
| 第一选区 （南竿乡） | 陳書建   | 民国46年12月20日 |      | 中國國民黨 | [ 2 ]  |
| 第一选区 （南竿乡） | 曹以標   | 民国52年10月5日  |      | 無黨籍     | [ 3 ]  |
| 第一选区 （南竿乡） | 林貽祥   | 民国48年10月27日 |      | 中國國民黨 | [ 4 ]  |
| 第一选区 （南竿乡） | 曹丞君   | 民国65年7月23日  |      | 中國國民黨 | [ 5 ]  |
| 第一选区 （南竿乡） | 林明揚   | 民国52年10月31日 |      | 中國國民黨 | [ 6 ]  |
| 第二选区 （北竿乡） | 周瑞國   | 民国58年4月5日   |      | 中國國民黨 | [ 7 ]  |
| 第二选区 （北竿乡） | 陳貴忠   | 民国50年3月10日  |      | 中國國民黨 | [ 8 ]  |
| 第三选区 （莒光乡） | 陳貽斌   | 民国58年11月16日 |      | 中國國民黨 | [ 9 ]  |
| 第四选区 （东引乡） | 張永江   | 民国49年6月23日  |      | 中國國民黨 | [ 10 ] |

1. 陈书建为副议长。
2. 张永江为议长。